# Niwelacja astronomiczno-grawimetryczna
Niwelacja astronomiczno-grawimetryczna – procedura wyznaczania różnic wysokości geoidy względem elipsoidy odniesienia w punktach sieci astronomiczno-geodezyjnej na podstawie odchyleń pionu.
Zasadę niwelacji grawimetrycznej wywodzi się z definicji odchylenia pionu, z której wynika, że
{\displaystyle dN=-\theta ds.}
Kąt odchylenia pionu jest także kątem nachylenia geoidy względem elipsoidy. Jeśli niwelację geoidy wykonuje się za pomocą zaobserwowanych astronomicznie współrzędnych i na ich podstawie obliczonych odchyleń pionu, to nazywamy taką niwelację astronomiczną.
W takiej postaci metodę tę sformułował Helmert. Później wyznaczanie różnic wysokości geoidy za pomocą względnych odchyleń pionu, które wyznaczano za pośrednictwem anomalii grawimetrycznych, nazwano niwelacją astronomiczno-grawimetryczną.
Dziś, w geodezji powstała nowa metoda wyznaczenia wysokości geoidy, związana z wyznaczeniem pozycji geocentrycznej punktów fizycznej powierzchni Ziemi za pomocą systemu GPS, z których możemy obliczyć wysokości geometryczne względem geocentrycznej elipsoidy ekwipotencjalnej, a następnie odejmując wysokości ortometryczne – otrzymać wysokości geoidy.